# قلعة بران

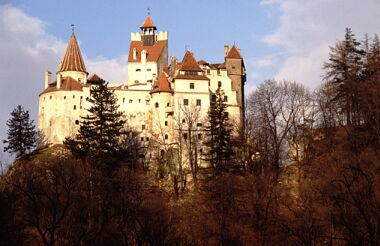
قلعة بران

قلعة بران أو قصر بران (بالرومانية: Castelul Bran) (بالألمانية: Törzburg) أحد أهم المواقع التاريخية والمعمارية في رومانيا, يقع في بلدة بران في مقاطعة براشوف على بعد 30 كم جنوبي مدينة براشوف.

## تاريخ القلعة
- بني القصر من قبل الساشيين عام 1211 وانتهي عام 1377 وقد وافق الملك لودوفيك الأول ملك هنغاريا على الاعتراف بالقلعة بمرسوم صادر عنه في 19 نوفمبر 1377 وتم استعماله كحصن عسكري وكمحطة تجارية هامة.
- في اواخر القرن الثالث عشر انقلت ملكية القلعة للمملكة الرومانية.
- عام 1407 انتقلت ملكية القلعة لميرتشا العجوز.
- عام 1427 انتقلت لملكية الكرسي الملكي الهنغاري في براشوف.
- عام 1920 تبرع مجلس مدينة براشوف القلعة لملكة رومانيا ماريا كهديه بمناسبه توحيد البلاد عام 1918.
- عام 1948 دخل تحت حماية الدولة الرومانية بعد أن هجر وخرب. وفتح للعامة عام 1956.
- عام 1987 تم ترميمه من قبل الدولة وانتهى العمل بالترميم عام 1993.
- عام 2009 تم افتتاح القصر رسميا للعامة [3] بعد صراعات قضائية بين الحكومة وورثة الملكة ماريا الذين يطالبون بالقلعة كإرث من أجدادهم.

## الأسطورة والحقيقة
اشتهر القصر عالميا بأنه قصر دراكولا حيث صور فيلم مقابلة مع مصاص الدماء في القلعة, مما أدى إلى الاعتقاد بأن فلاد تسيبيش سكنها وهذا يخالف الحقائق حيث لم يسكنها قط.

## معرض الصور

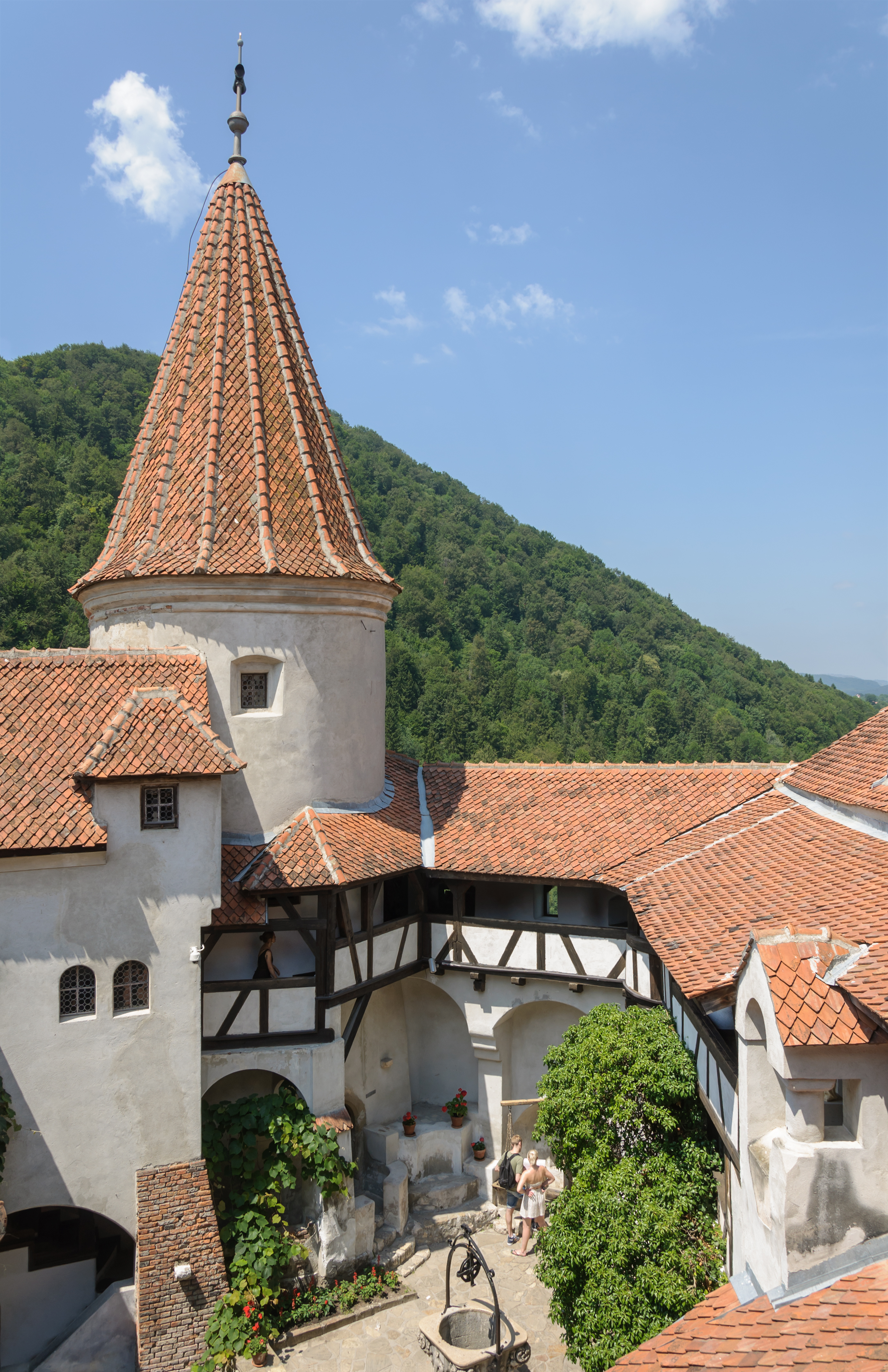
منظر من ساحة القلعة
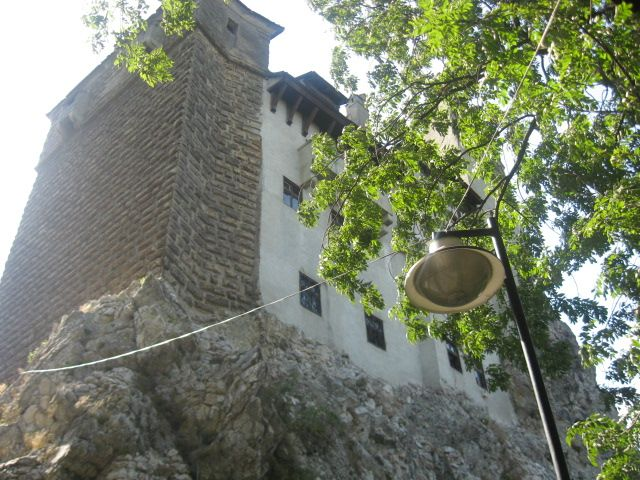
منظر من الممر الرئيسي
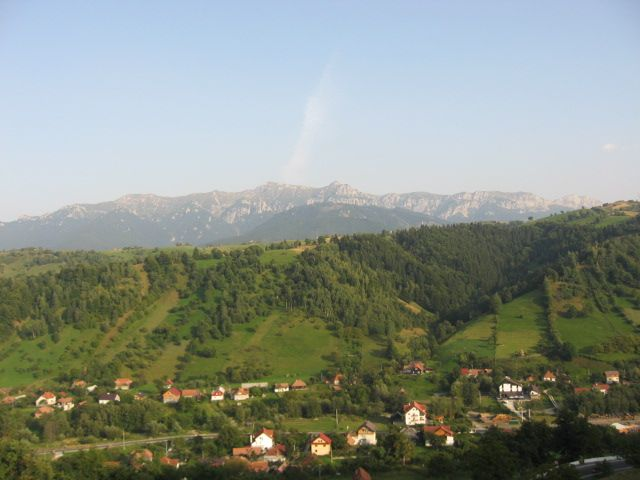
منظر من شرفة الطابق العلوي
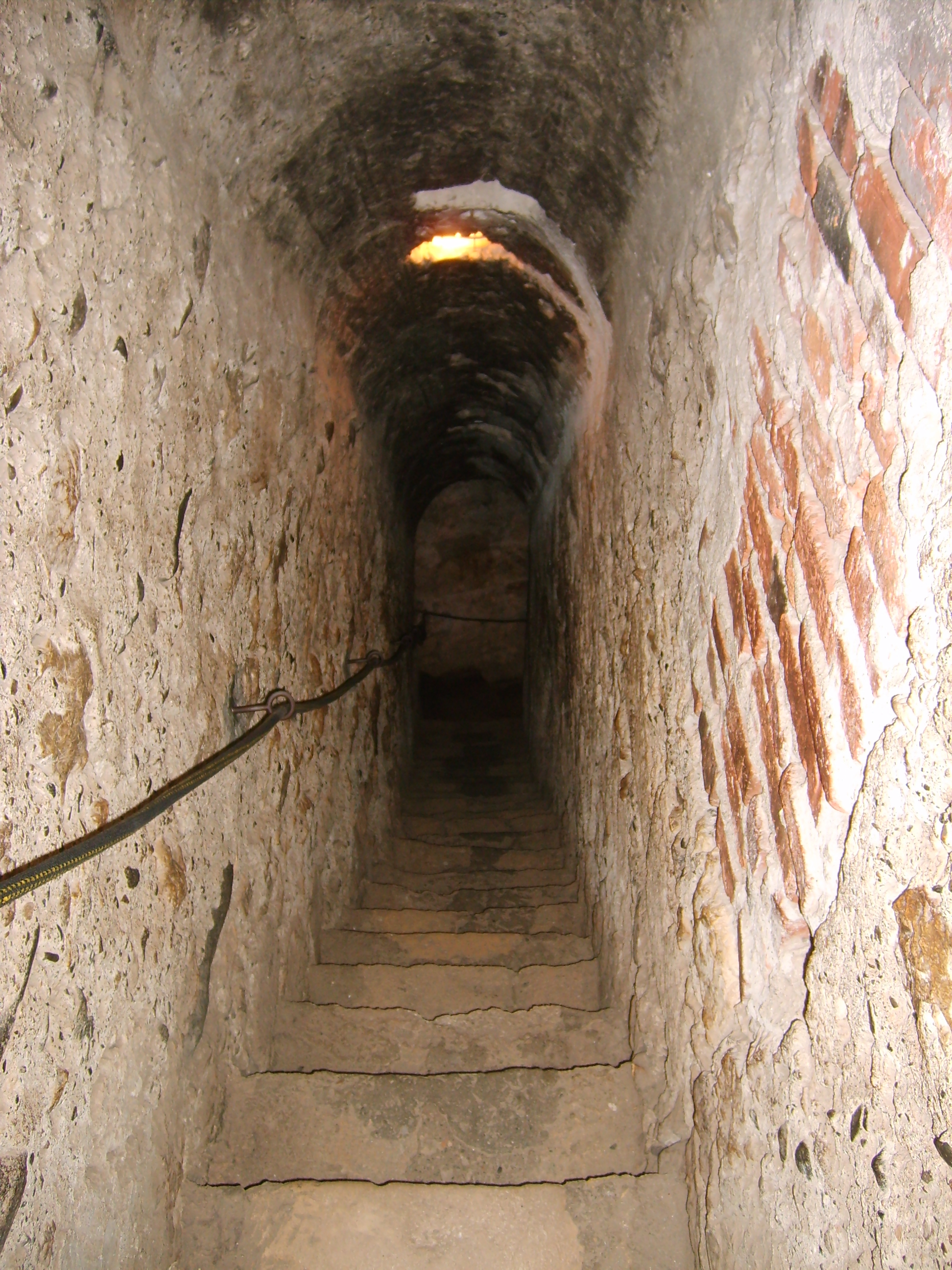
الممر السري
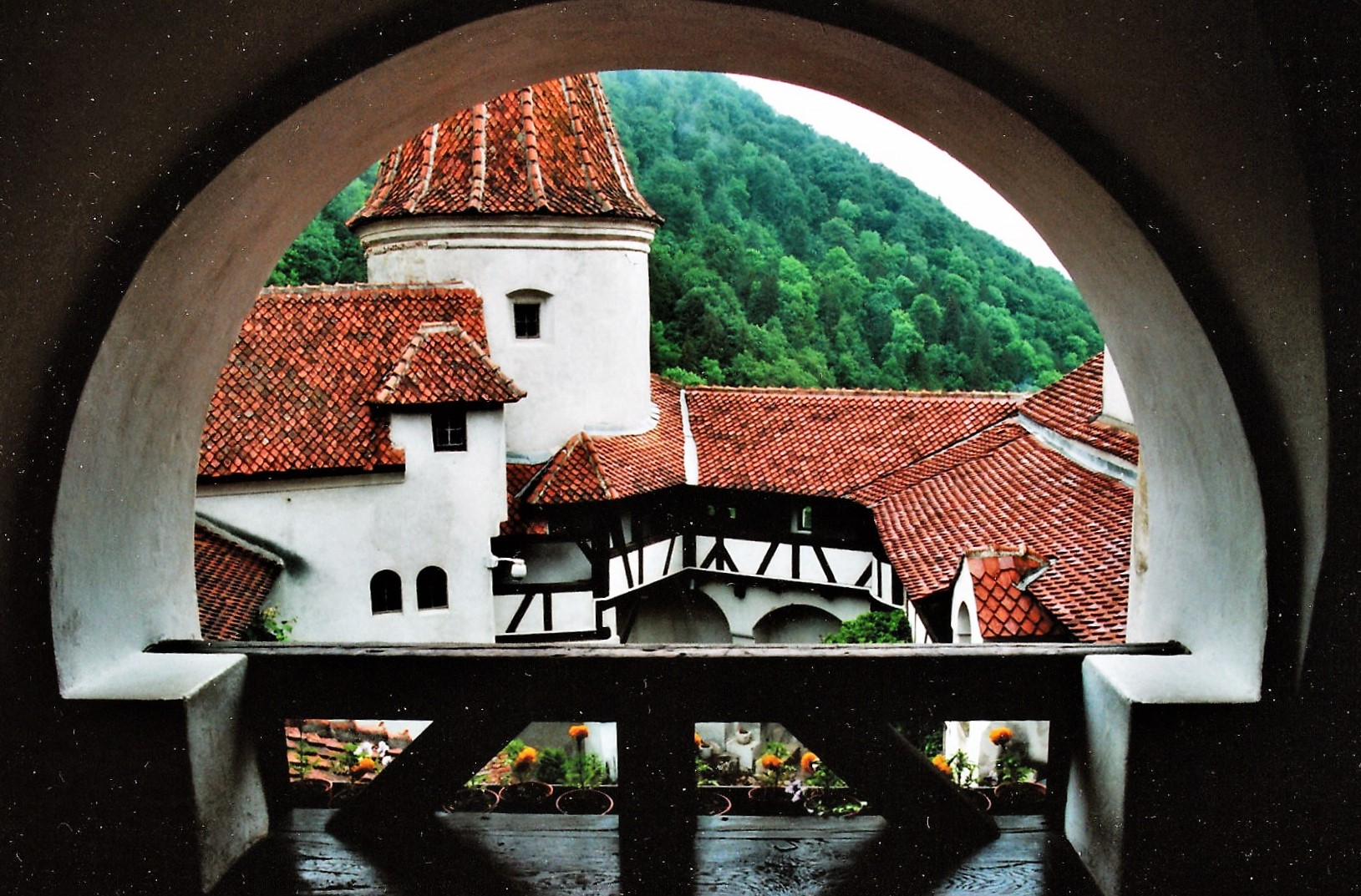
منظر للساحة